# Sofia Corban
Sofia Corban-Banovici, née le 1er août 1956 à Drăgănești-Vlașca (Roumanie), est une ancienne rameuse roumaine. Elle est championne olympique aux Jeux de 1984.

## Carrière
Membre de l'équipe roumaine aux Jeux de 1984, elle remporte le titre olympique sur le quatre de couple. Elle est également détentrice de trois médailles de bronze aux Mondiaux entre 1979 et 1982.

## Palmarès
- Jeux olympiques d'été de 1984 à Los Angeles ( États-Unis) :
  -  médaille d'or en quatre de couple

### Championnats du monde
- Championnats du monde 1982 à Lucerne ( Suisse) :
  -  médaille de bronze en quatre de couple
- Championnats du monde 1981 à Munich ( Allemagne) :
  -  médaille de bronze en quatre de couple
- Championnats du monde 1979 à Bled ( Slovénie) :
  -  médaille de bronze en quatre de couple